# زیردریایی سورکوف
زیردریایی سورکوف (به انگلیسی: French submarine Surcouf) یک زیردریایی بود که طول آن ۱۱۰ متر (۳۶۱ فوت) بود. این زیردریایی در سال ۱۹۲۹ ساخته شد.